# Meierhof Schlägl

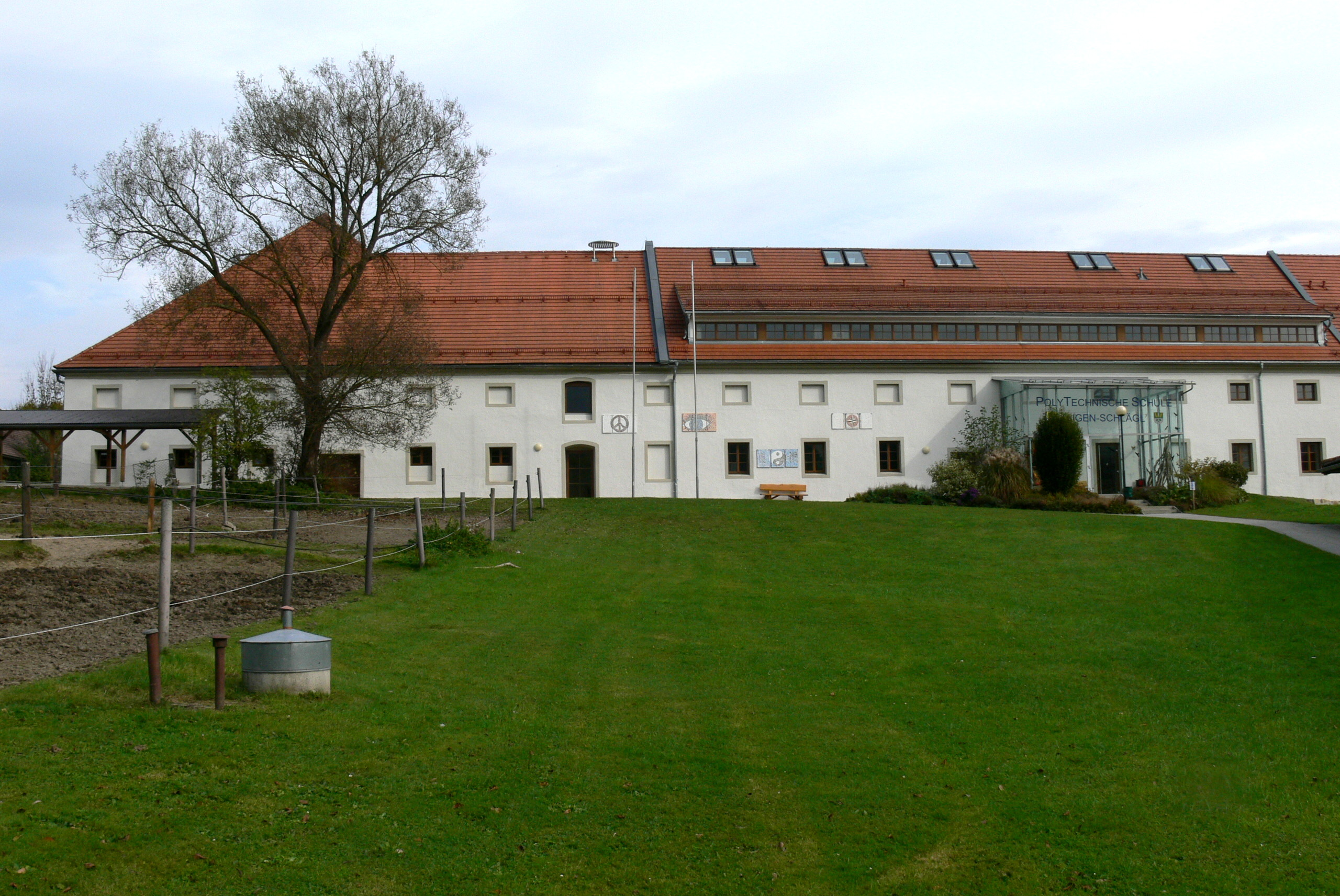
Der Meierhof in Schlägl

Der Meierhof steht im Norden des Stiftes Schlägl in der Marktgemeinde Aigen-Schlägl im oberen Mühlviertel in Oberösterreich. Er wird als Musikschule und Ausstellungszentrum genutzt. Das Gebäude steht unter Denkmalschutz (Listeneintrag).

## Geschichte
Urkundlich wurde 1450 der untere Hof genannt. Der heutige Bau entstand zum Teil im 18. Jahrhundert, vorwiegend jedoch von 1816 bis 1829. Auf den Gründen zwischen dem Meierhof Schlägl und der Baumgartenmühle erstreckte sich im Jahr 1945 ein Kriegsgefangenenlager der US-amerikanischen Besatzung.

## Architektur

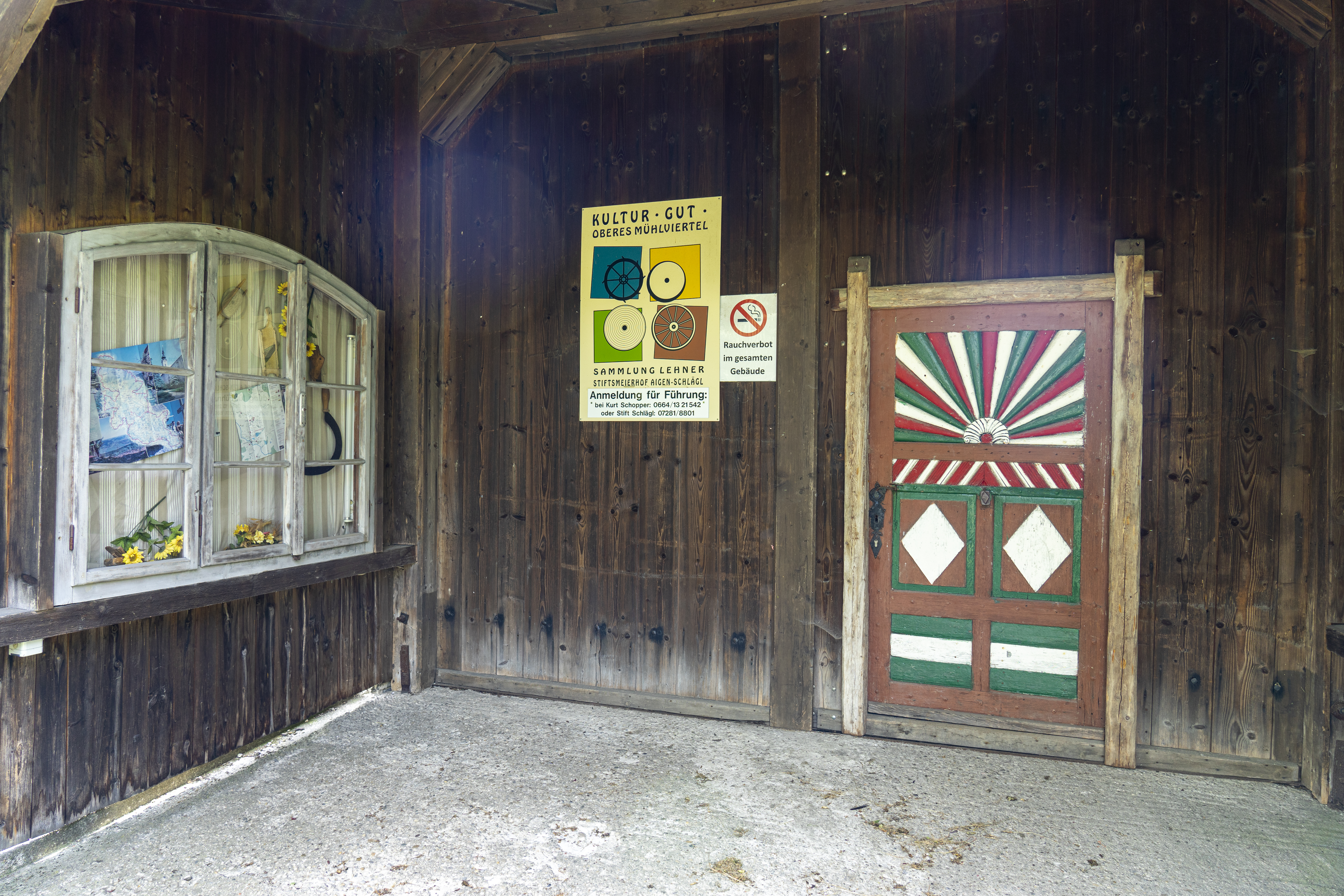
Museum im Meierhof Schlägl

Der Meierhof bildet mit dem ehemaligen Hofrichterstöckl (Gemeindeamt) und der Friedhofskirche ein Bauensemble.
Die ausgedehnte unregelmäßige Vierflügelanlage mit großteils zweigeschoßigen Trakten hat Sattel-, Walm- und Schopfwalmdächer. Die Fassaden zeigen teils Putzrahmengliederung, im Osten befinden sich neben dem ehemaligen Hausstock zwei Einfahrtstore. Das Portal im Nordtrakt nennt 1817.
Im Gebäudeinneren gibt es gurtunterlegte Platzlgewölbe und bemerkenswerte zwei- und dreischiffige ehemalige Ställe auf schlanken Granitpfeilern.
Im Innenhof steht ein Tabernakelpfeiler mit der Inschrift 1660, er zeigt erneuerte Bilder der Heiligen Josef, Laurentius, Michael und Leopold und trägt eine Kreuzbekrönung.